# Орора (Індіана)
Орора (англ. Aurora) — місто (англ. city) в США, в окрузі Дірборн штату Індіана. Населення — 3479 осіб (2020).

## Географія
Орора розташована за координатами 39°3′55″ пн. ш. 84°54′10″ зх. д. / 39.06528° пн. ш. 84.90278° зх. д. (39.065285, -84.902671).  За даними Бюро перепису населення США в 2010 році місто мало площу 8,00 км², з яких 7,15 км² — суходіл та 0,85 км² — водойми. В 2017 році площа становила 8,82 км², з яких 8,53 км² — суходіл та 0,29 км² — водойми.

## Демографія
Згідно з переписом 2010 року, у місті мешкало 3750 осіб у 1472 домогосподарствах у складі 936 родин. Густота населення становила 469 осіб/км².  Було 1647 помешкань (206/км²).
Расовий склад населення:
| - 97,5 % — білих - 0,5 % — чорних або афроамериканців - 0,3 % — корінних американців - 0,3 % — азіатів |

До двох чи більше рас належало 0,7 %. Частка іспаномовних становила 1,5 % від усіх жителів.
За віковим діапазоном населення розподілялося таким чином: 26,6 % — особи молодші 18 років, 60,5 % — особи у віці 18—64 років, 12,9 % — особи у віці 65 років та старші. Медіана віку мешканця становила 36,2 року. На 100 осіб жіночої статі у місті припадало 97,4 чоловіків;  на 100 жінок у віці від 18 років та старших — 91,3 чоловіків також старших 18 років.
Середній дохід на одне домашнє господарство  становив 50 080 доларів США (медіана — 37 429), а середній дохід на одну сім'ю — 58 462 долари (медіана — 48 250). Медіана доходів становила 41 638 доларів для чоловіків та 31 517 доларів для жінок. За межею бідності перебувало 15,5 % осіб, у тому числі 20,6 % дітей у віці до 18 років та 11,0 % осіб у віці 65 років та старших.
Цивільне працевлаштоване населення становило 1701 осіб. Основні галузі зайнятості: освіта, охорона здоров'я та соціальна допомога — 24,5 %, мистецтво, розваги та відпочинок — 20,4 %, виробництво — 13,3 %, роздрібна торгівля — 9,2 %.